# Герда (име)
Герда (мађ. Gerda), је женско име које се користи у мађарском језику, води порекло из немачког језика и има значење: грана, прут и витка такође ограђено место.

## Имендани
- 30. јануар.
- 13. мај.
- 13. август.
- 24. септембар.

## Варијације
-.

## Познате личности
- глумица